# ヤペトゥス・ステーンストロップ
ヨハネス・ヤペトゥス・スミス・ステーンストロップ（Johannes Japetus Smith Steenstrup、1813年3月8日 - 1897年6月20日）はデンマークの動物学者。
ユトランド半島の Thy に生まれた。1845年からコペンハーゲン大学の動物学の教授を務め、頭足類を含む多くの分野の研究を行い、遺伝学の分野も研究し、寄生虫の世代交代の原理を1842年に発見した。1842年に後氷期の半化石の研究から、気候変動や植生の変動をしることの可能性を発見した。これらの研究はステーンストロップの2人の弟子、クリスチャン・ファウペル (Christian Vaupell) とオイゲン・ワルミング (Eugen Warming) によって引き継がれた。
歴史家のヨハネス・ステーンストロップ（Johannes Steenstrup、1844年 - 1935年）は息子である。